# Antichi maestri
Antichi Maestri. Commedia (titolo orig. Alte Meister. Komödie) è l'ultimo libro della trilogia sulle Arti (musica, teatro e pittura), scritto da Thomas Bernhard e pubblicato nel 1985; include un famoso attacco contro il filosofo Martin Heidegger: "Quel ridicolo filisteo nazista in calzoni alla zuava".

## Trama
(da «Antichi maestri»)
In questo esuberante romanzo satirico, l'insegnante Atzbacher viene convocato dal suo anziano amico Reger per incontrarlo in un museo viennese. Mentre Reger osserva puntigliosamente un quadro del Tintoretto - "Ritratto di uomo barbuto" - Atzbacher ci fornisce il ritratto di Reger, musicologo e critico d'arte. Col timore che questi si voglia suicidare, a causa della sua deprimente solitudine dopo la morte dell'amata moglie, Atzbacher parla di Reger con affetto, descrivendoci la sua saggezza, la sua devozione alla compagna, il suo rapporto d'amore-odio con l'Arte.
Col suo caratteristico stile acerbo e pressante, Bernhard espone le pretese e le aspirazioni umane in un'opera simultaneamente pessimista e stranamente esilarante: una commedia, appunto. Leggendo Antichi maestri, il lettore si rende conto quanto Bernhard sia veramente "musicista della parola", con un cuore tanto profondo da bilanciare drammatici momenti di bellezza e compassione con le più oscure esplorazioni dell'isolata psiche umana.

## Citazione
(Thomas Bernhard, Antichi maestri (Adelphi, 1992).)

## Edizioni italiane
- Thomas Bernhard, Antichi maestri. Commedia, traduzione di Anna Ruchat, collana Fabula, Adelphi, 1992,  p. 198, ISBN 978-88-459-0944-3. - Collana gli Adelphi, 2019.